# Cleopatra la Alquimista
Cleopatra la Alquimista fue una alquimista y escritora del Egipto romano.

## Biografía
Las fechas de su nacimiento y muerte se desconocen, pero se la sitúa en Alejandría entre los siglos III y IV. También se desconoce su nombre real, Cleopatra era su pseudónimo. No se trata de Cleopatra VII, aunque en algunas obras posteriores se refieren a ella como Cleopatra: reina de Egipto. Así aparece por ejemplo en Basillica Philosophica de Johann Daniel Mylius (1618), donde su imagen aparece retratada junto al lema: «Lo divino está oculto para la gente por la sabiduría del Señor». Además se solía utilizar a Cleopatra como personaje en los diálogos de los textos alquímicos.

## Chrysopoeia
Cleopatra fue una de las figuras fundadoras de la alquimia, precediendo a Zósimo de Panópolis. Michael Maier la menciona como una de las cuatro mujeres que sabía cómo obtener la piedra filosofal, junto a María la Judía, Medera y Taphnutia. Se menciona a Cleopatra con gran respeto en la enciclopedia árabe Kitab al-Fihrist de 988. Se la reconoce principalmente por su manuscrito Chrysopoeia (fabricación del oro), que contiene muchos emblemas usados y desarrollados posteriormente por las filosofías gnóstica y hermética. Por ejemplo en esta obra aparece por primera vez el uróboros, la serpiente que engulle su propia cola símbolo del ciclo eterno; además de la estrella de ocho puntas. La obra también contiene varias descripciones y dibujos de los procesos técnicos del horno de fundición o la destilación. Algunos le atribuyen la invención del alambique.